# Imphy
Imphy là một xã ở tỉnh Nièvre trong vùng Bourgogne-Franche-Comté, Pháp.

## Dân số
Theo điều tra dân số 1999 có dân số là 4015. Ngày 1/1/2004, dân số khoảng 3850.